# Godfried V van Châteaudun
Godfried V van Châteaudun (overleden in 1218) was van 1191 tot aan zijn dood burggraaf van Châteaudun. 

## Levensloop
Godfried V was de zoon van burggraaf Hugo V van Châteaudun en diens echtgenote Johanna van Preuilly, dochter van Gisbert van Preuilly, heer van Bouchet en Guerche. In 1191 volgde hij zijn vader op als burggraaf van Châteaudun.
Godfried huwde eerst met Adelicia van Nevers, vermoedelijk een dochter van graaf Willem IV van Nevers. Ze kregen negen kinderen:
- Filips (overleden in 1202)
- Hugo (overleden in 1202)
- Godfried VI (overleden in 1250), burggraaf van Châteaudun
- Isabella (overleden na 1259)
- Alix (overleden na 1239), huwde met heer Hervé III van Gallardon
- Johanna (overleden na 1217)
- Agnes (overleden in 1271), huwde met heer Jan van Estouteville
- Stefanus
- Reinoud

Na het overlijden van Adelicia hertrouwde hij met Alix, dochter van heer Urso II van Fréteval. Uit dit huwelijk zijn geen kinderen bekend.
Godfried V stierf in 1218, waarna hij als burggraaf van Châteaudun opgevolgd werd door zijn zoon Godfried VI.